# Giacomo Bove
Pour les articles homonymes, voir Bove.
Giacomo Bove (né le 23 avril 1852 à Maranzana, et mort le 9 août 1887 à Vérone) est un officier de marine et explorateur italien.

## Biographie
Giacomo Bove participe à l’expédition Vega en 1878-1879 dirigée par Adolf Erik Nordenskiöld qui franchit pour la première fois le passage du Nord-Est. Il réalise également des expéditions et explorations aux Maldives, Bornéo, Hong Kong, Paraguay, Patagonie jusqu'en Terre de Feu (1881-1882) et il meurt à l’âge de 35 ans de retour de son expédition en Afrique où il a remonté le fleuve Congo jusqu'aux cascades Stanley. Un musée est créé en son honneur dans sa ville natale de Maranzana en Italie.